# Накага, Мари
Мари Накага (яп. 仲嘉 真理; род. 12 ноября 1975, Окинава) — японская тяжелоатлетка. Участница летних Олимпийских игр 2000 года, бронзовый призёр чемпионата Азии 2000 года.

## Биография
Мари Накага родилась 12 ноября 1975 года в японской префектуре Окинава.
В 2000 году вошла в состав сборной Японии на летних Олимпийских играх в Сиднее. В весовой категории до 53 кг заняла 7-е место, подняв в сумме двоеборья 182,5 кг (77,5 кг в рывке и 105 кг в толчке) и уступив 42,5 кг завоевавшей золото Ян Ся из Китая.
В том же году завоевала бронзовую медаль чемпионата Азии в Осаке в весовой категории до 53 кг с результатом 187,5 кг.
Трижды участвовала в чемпионатах мира. В 1997 году в Чиангмае в весовой категории до 54 кг заняла 10-е место (175 кг), в 1999 году в Пирее в весе до 53 кг — 5-е место (192,5 кг), в 2002 году в Варшаве в весе до 58 кг — 18-е место (172,5 кг).
Дважды выступала на летних Азиатских играх. В 1998 году в Бангкоке заняла в весовой категории до 53 кг заняла 10-е место (182,5 кг), в 2002 году в Пусане не завершила выступление, не сделав ни одной зачётной попытки в толчке.